# 도둑맞은 편지

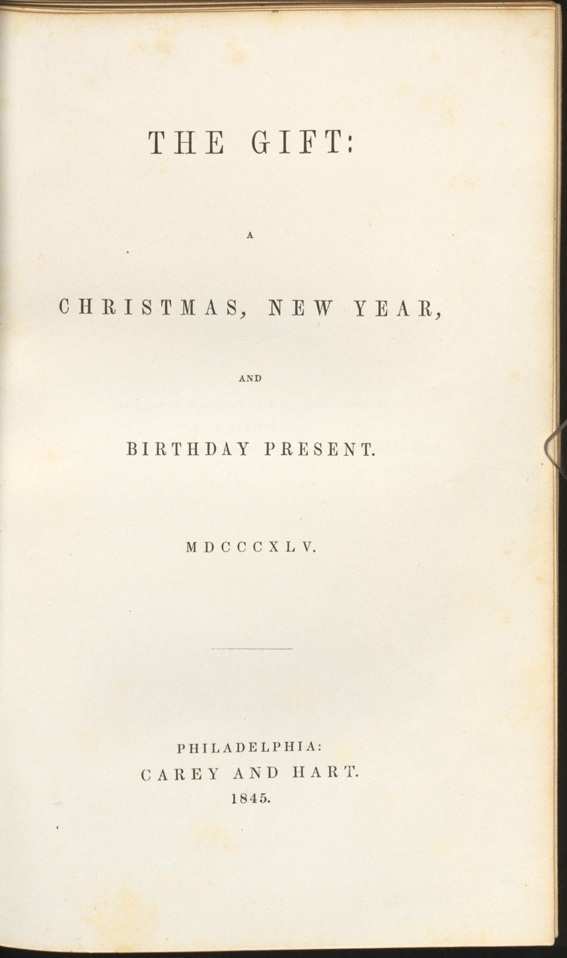

《도둑맞은 편지》(The Purloined Letter)는 에드거 앨런 포의 단편소설이다. 이 소설은 오귀스트 뒤팽이 등장하는 소설을 특징으로 한 그의 세 번째 탐정 소설이고, 다른 두 가지는 《모르그 가의 살인 사건》과 《마리 로제의 수수께끼》이다. 세 가지 이야기는 현대 탐정 소설의 중요한 초기 선두 주자로 여겨진다. 이 소설은 1844년에 출간된 문학 연감 《1845년의 선물》에 게재되었고 수많은 기사와 신문에 재출판되었다.